# 実録 みちのく抗争 死守りの盃
『実録 みちのく抗争 死守りの盃』（じつろく みちのくこうそう しもりのさかずき）は、日本のオリジナルビデオ。2003年にVHSのみでリリース。村上和彦原案・脚本、中野英雄主演。GPミュージアムソフト販売。

## 概要
2003年6月25日、VHSのみでリリース。80分。
2020年2月現在、DVD化リリースはされていない。
配信は、Amazon Prime Video、FOD、ビデオマーケット、カンテレドーガで行われている。
スカパーで放送されることがある。

## ストーリー
山形県が舞台。

## キャスト
- 城東組関山一家 阿藤会執行部 畠田組組長 畠田龍一：中野英雄
- 城東組関山一家 阿藤会総長代行 水新組組長 水口盛雄（→五代目山王組系盛心会会長）：加勢大周
- 城東組関山一家 阿藤会総長 阿藤悟一：岡崎二朗
- 城東組関山一家 阿藤会会長 川森組組長 川森正夫：武蔵拳
- 城東組関山一家 阿藤会藤村組組長 藤村泰光（→盛心会副会長）：薬師寺保栄
- 城東組関山一家 阿藤会畠田組組員 高本幸治：岡崎礼
- 城東組執行部 大澤尚司：堀田眞三
- 居酒屋「田吾助」ママ：鶴田さやか
- SNACK「ムーンライト」マスター 谷口：島田洋八
- SNACK「ムーンライト」ホステス スミエ（羽田組舎弟黒潮譲司の女）：橋本愛
- 五代目山王会直参 羽田組組長 羽田悪太：吉川銀二
- 五代目山王会羽田組舎弟 黒潮譲司：遠藤憲一
- 五代目山王会 三代目谷健組本部長 片倉敏明：清水健太郎
- 城東組関山一家 阿藤会川森組本部長 加藤修三：山口仁
- 城東組関山一家 阿藤会執行部 川森組天童支部長 真玉孝一：浪花勇二
- 城東組関山一家 阿藤会川森組組員 首藤文彦（真玉の舎弟）：小林慈英
- 城東組関山一家 阿藤会川森組組員 伊藤幹雄：中倉健太郎
- 城東組関山一家 阿藤会川森組組員：赤松紘季
- 城東組関山一家 阿藤会中本組組長 中本隆士：真勝國之
- 刑事：ゆ～とぴあピース
- 城東組関山一家 極誠会昇組組長 昇 国光：武智大輔
- 城東組関山一家 阿藤会川森組幹部 田原勝利：高橋和興
- 五代目山王会直参 三代目谷健組組員 奥津秀哉：木村木
- 森尾組事務所にトラックで突っ込んだ男：大槻博之

## スタッフ
- 監督：石原興
- 製作：及川次雄
- 企画・制作：村上劇画プロ
- 原案：村上和彦
- プロデューサー：渡来猛人、田中政裕、水野純一郎
- キャスティングプロデューサー：大山敏和
- アシスタントプロデューサー：山本芳久
- キャスティング：ファーストインプレッション
- 脚本：村上和彦、我龍昇
- 音楽：ミュージックデザイン
- 撮影：藤原三郎
- 照明：林利夫
- 美術：犬塚進
- 録音：広瀬浩一
- 装飾：鎌田康男
- 編集：園井弘一
- 調音：上床隆幸
- 効果：藤原誠
- 助監督：服部大二
- スクリプター：野崎やえこ
- 製作主任：溝口豊
- ネガ編集：関谷憲治
- 衣裳：松竹衣裳
- メイク：八木かつら
- スチール：北脇克己
- 特機：戸崎兼次
- 殺陣：加藤正記
- ガンエフェクト：栩野幸知
- 製作進行：田辺正樹、福井芳男
- 演技事務：城野浩人
- 装置：新映美術工芸
- 小道具：高津商会
- 持道具：京阪商会
- フィルム：日本コダック
- VTR編集：キッズカンパニー
- 車輌協力：梅プロ
- ナレーター：楠年明
- 題字：村上和彦
- 制作協力：松竹京都映画、村上劇画プロ